# Baritose
Baritose é uma pneumoconiose, doença ocupacional do pulmão, causada pela exposição prolongada ao pó de bário, geralmente sulfato de bário. O sulfato de bário é usado na indústria de tintas, papel, cerâmica, vidro, borracha, componentes eletrônicos e das furadeiras usadas na exploração de petróleo e gás. Afeta 90% dos trabalhadores expostos a poeira com bário em menos de dois ano.

## Diagnóstico
A baritose é caracterizada por dificuldade para respirar, de lenta evolução e progressiva, com tosse e chiados.
O bário tem uma alta radiopacidade e a doença pode se desenvolver em apenas alguns meses de exposição. Na radiografia podem ser vistas pequenas opacidades extremamente densas e discretas de 2 a 4 mm de diâmetro, às vezes de configuração em estrela.

## Tratamento
Evitar a exposição a poeira do bário até que o pulmão se recupere. A prevenção é feita com máscaras e óculos de segurança.